# Teledeum
Teledeum es una obra teatral del grupo Els Joglars que fue estrenada el 5 de diciembre de 1983 en el Aula de Cultura de Alicante, y calificada por el propio Albert Boadella como "una comedia de sotanas y casullas". En Cataluña fue representada por primera vez en el teatro municipal Cirvianum de Torelló y en el Teatro Romea de Barcelona el 4 de enero de 1984. En abril de 1984 se representó en Segovia y en Madrid, a pesar de las protestas del grupo municipal del Partido Popular y del obispo de Segovia por irreverente. Se representó hasta el 16 de agosto de 1985.

## Argumento
En un estudio de televisión se hace un ensayo de un Teledeum, una ceremonia religiosa por televisión oficiada por miembros de diferentes iglesias (católicos integristas, evangelistas, anglicanos, calvinistas, católicos estadounidenses, testigos de Jehová y mormones), ayudados por una monja católica valenciana y un fraile catalán. Durante la ceremonia estos personajes se enfrentan entre ellos, y no por razones religiosas (casi no se habla de teología en el espectáculo), sino por cuestiones marginales y cotidianas.

## Reparto
- Ramon Fontserè - Católico integrista
- Clara del Ruste - Católico disidente
- Pep Armengol - Testigo de Jehová
- Jaume Collell - Anglicano
- Gilbert Bosch - Mormón
- Santi Ibáñez - Evangelista
- Jesús Agelet - Calvinista
- Maribel Rocatti - Monja
- Xevi Vilà - Fraile

## Polémica
En enero de 1985 la obra fue condenada por el arzobispo de Valencia, Miguel Roca Cabanellas, bastante conocido por sus posturas conservadoras y anticatalanistas, porque "es burlesca y ofensiva a las verdades más estimadas de la fe del cristiano". A principios de febrero del mismo año el abogado Carlos Verdú Moscardó, vinculado a Fuerza Nueva, presentó una querella criminal contra Albert Boadella, los actores que intervinieron en la obra y contra los propietarios del teatro Valencia-Cinema ante el Juzgado de Instrucción número 14 de Valencia. En mayo de ese año se dictó auto de procesamiento y la defensa de Els Joglars citó a declarar incluso al presidente de la Generalitat Valenciana. En mayo de 1986 el fiscal pidió el sobreseimiento del caso  y fue sobreseída en diciembre de 1986. Sin embargo, fueron denunciados nuevamente por escarnio a la religión después de la representación de la obra en Burgos en 1987 y en febrero de 1988. El Tribunal Supremo de España anuló el sobreseimiento de la primera querella. Poco después, el Juzgado de Valencia volvió a sobreseer el caso. Sin embargo, en noviembre de 1990 el Tribunal Supremo revisó de nuevo la querella contra Boadella y pidió que se le juzgara otra vez. En noviembre de 1992 el fiscal del Tribunal Supremo pidió la reapertura del proceso contra Els Joglars por Teledeum  pero finalmente en mayo de 1993 el Tribunal Supremo rechazó un nuevo juicio.